# Marie Steiner-von Sivers

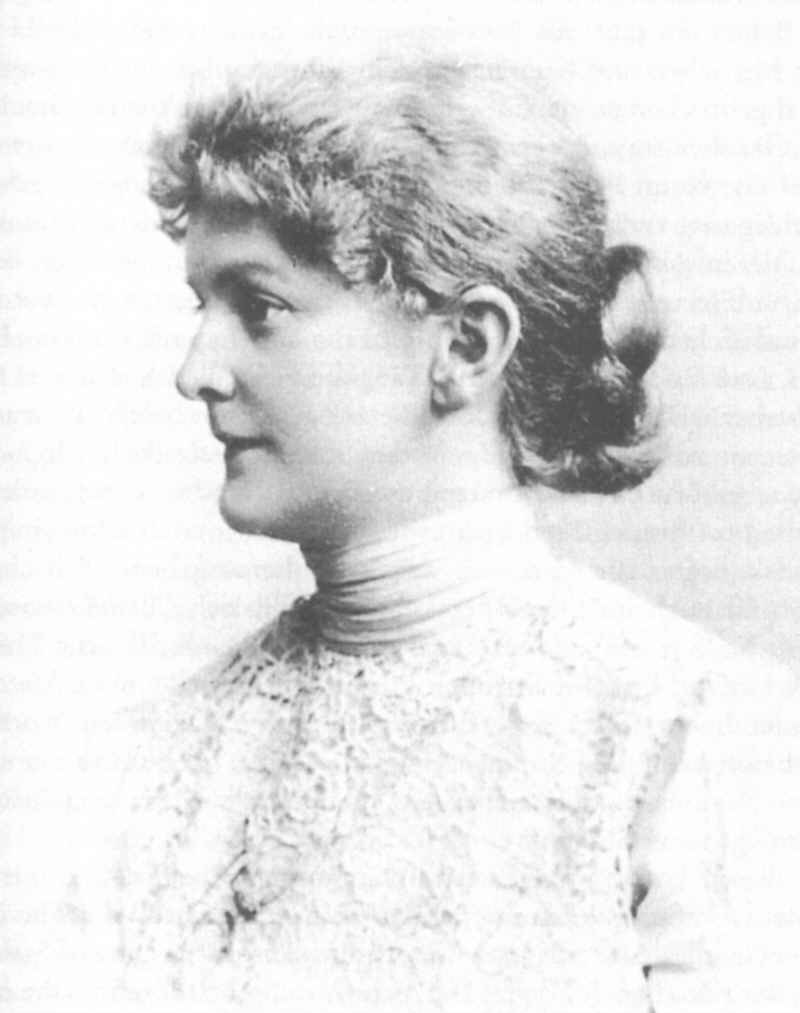
Marie Steiner-von Sivers, 1903

Marie Steiner-von Sivers, född 14 mars 1867 i Włocławek (dåvarande Ryssland), död 27 december 1948 i Beatenberg, Schweiz, var en tysk skådespelare som från år 1900 nära samarbetade med Rudolf Steiner  och år 1914 gifte sig med honom. Hon kom att få en mycket stor betydelse för teosofins och antroposofins utveckling, särskilt för rörelsekonsten eurytmi.  

## Biografi
Marie von Sivers föddes i en tysk-baltisk adlig familj. Hon studerade recitationskonst vid Paris-konservatoriet och dramatisk konst i Sankt Petersburg. Hon var mycket språkkunnig och behärskade flytande ryska, tyska, engelska, franska och italienska. 
År 1900 blev hon bekant med Rudolf Steiner och introducerade honom för den teosofiska rörelsen. Från 1902 var hon Steiners närmaste medarbetare, och de tog gemensamt på sig uppgiften att bygga upp den tyska sektionen av Teosofiska Samfundet. År 1907 deltog hon i uppsättningen av Édouard Schurés Das heilige Drama von Eleusis i München, där hon själv spelade huvudrollen. 
Marie följde Rudolf Steiner 1912, då han lämnade teosofin och de båda deltog i att bygga upp en ny rörelse, antroposofi. Marie har uppmärksammats för att ha utvecklat rörelsekonsten eurytmi, en fri konstform, men även en viktig del i waldorfpedagogiken och en terapeutisk metod. Under hennes ledning skapades två skolor för eurytmi, en i Berlin och en i Dornach.
Den 24 december 1914 gifte sig Marie och Rudolf Steiner (Steiners första hustru avled 1911).
År 1908 hade Marie von Sivers och Johanna Mücke grundat Philosophisch-Theosophischen Verlag i Berlin för att utge Rudolf Steiners skrifter. Förlaget flyttade senare till Goetheanum i Dornach i Schweiz, som blev det nya centret for antroposofin. Förlaget heter i dag Verlag am Goetheanum. 
Åren 1903–1923 bodde Marie och Rudolf Steiner på Motzstraße 30 i Berlin-Schöneberg, där det idag hänger en minnestavla. Hon var efter Rudolf Steiners död 1925 ensam arvinge till hans skrifter som omfattade ca 6000 sidor.